# Felicia elongata
Felicia elongata là một loài thực vật có hoa trong họ Cúc. Loài này được (Thunb.) O.Hoffm. mô tả khoa học đầu tiên.